# Silice mésoporeuse
La silice mésoporeuse est une avancée récente dans les nanomatériaux qui trouvent de nombreuses applications notamment dans le domaine de la catalyse.

## Présentation
Les SMO (silices mésoporeuses organisées) ont été découvertes dans les années 1990 et ont attiré un très grand intérêt de par leur particularité structurale. Il s'agit en effet d'un nanomatériau présentant un réseau organisé de canaux de taille de pore variable (entre deux et trente nanomètres), ce qui leur confère une surface active particulièrement grande, d'où leur grand intérêt en catalyse.

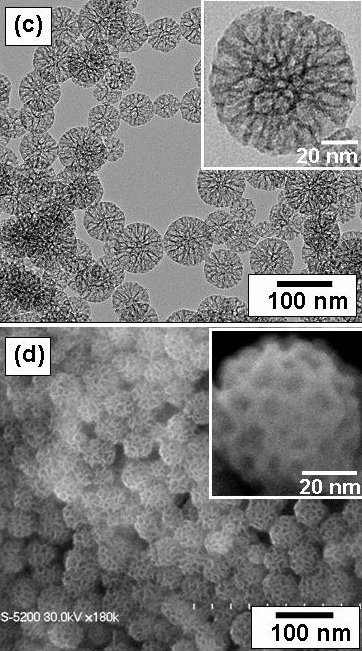
Image TEM de nanoparticules de silice mésoporeuse

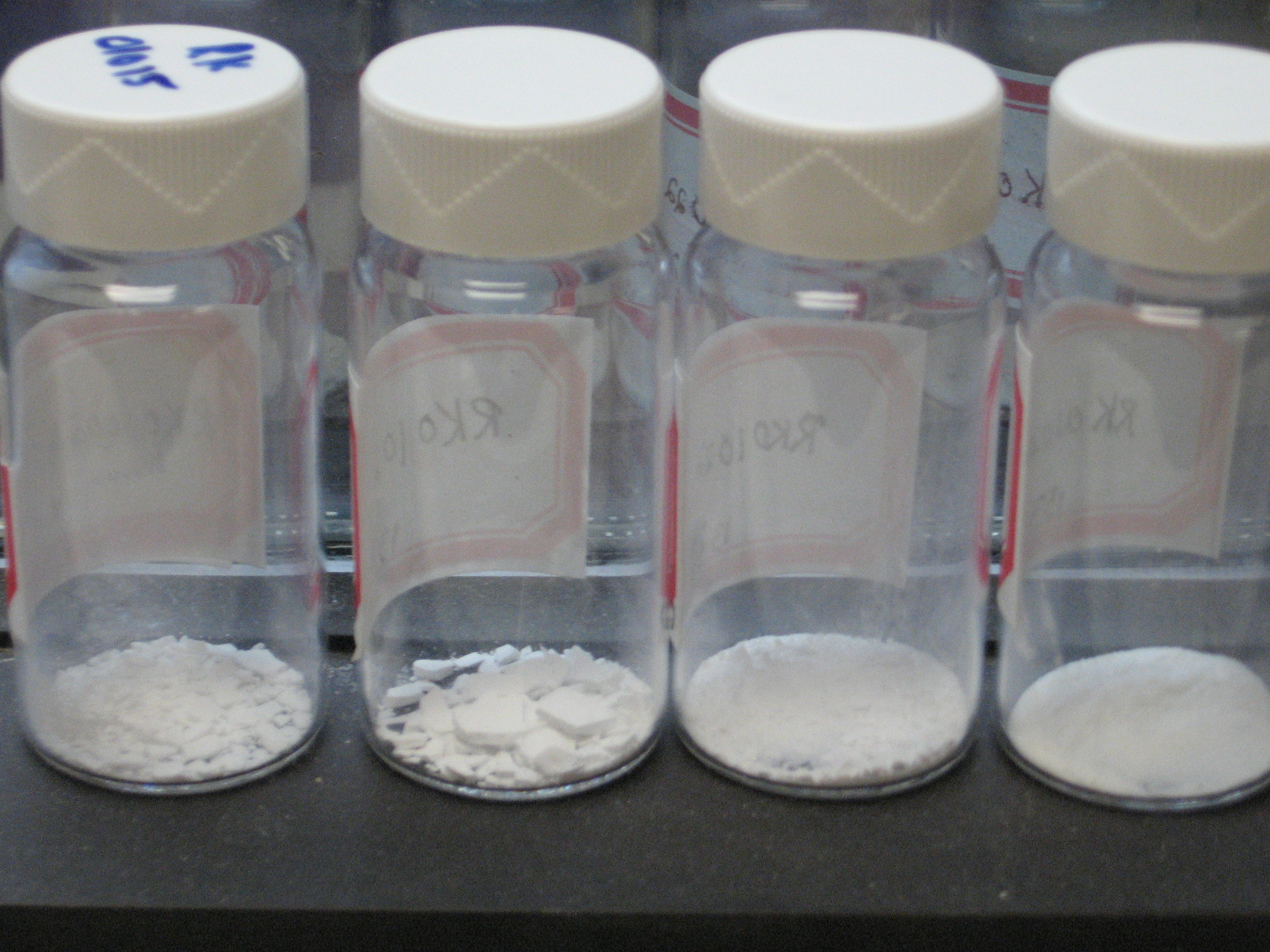
Poudre de silice mésoporeuse

Les SMO sont constituées d'un polymère de silice amorphe dont on peut fonctionnaliser la surface selon l'application recherchée.

## Synthèse
La méthode de synthèse classique est un mécanisme d'auto-assemblage coopératif, CTM (cooperative templating mecanism).
Cette méthode de synthèse consiste en une polycondensation d'un précurseur inorganique de type SiO42− autour de micelles de tensioactifs. La concentration des tensioactifs est choisie de façon à atteindre une CMC (concentration micellaire critique) pour laquelle les tensioactifs vont s'organiser en un réseau hexagonal de micelles cylindriques autour desquelles va se former le polymère de silice. L'élimination des tensioactifs après formation de la structure de silice permet d'obtenir une silice mésoporeuse.
Cette méthode de synthèse permet d'obtenir une silice mésoporeuse dont on peut choisir la taille des pores, taille par ailleurs très régulière à l'intérieur d'une même silice, car la taille des micelles est définie par le choix des tensioactifs. Le choix du tensioactif permet donc de choisir la structure de la silice mésoporeuse. Le tensioactif joue un rôle de moule (template) pour la silice.

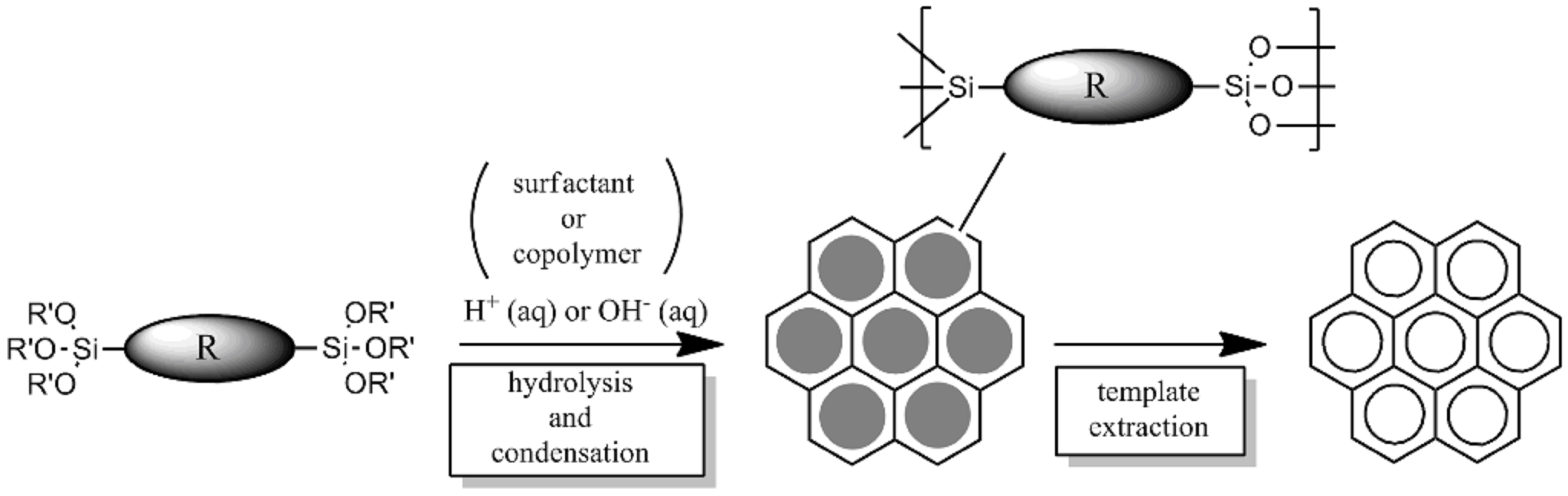
Processus de synthèse pour une organosilice mésoporeue